# Rhynchopyga bicolor
Rhynchopyga bicolor är en fjärilsart som beskrevs av Paul Dognin. Rhynchopyga bicolor ingår i släktet Rhynchopyga och familjen björnspinnare. Inga underarter finns listade.